# Altlußheim
Altlußheim (kurpfälzisch: Altlosse [aldlɔsə]) ist eine Gemeinde in Baden-Württemberg und gehört zum Rhein-Neckar-Kreis.

## Geografie

### Lage
Altlußheim gehört zur Metropolregion Rhein-Neckar und liegt in der Oberrheinischen Tiefebene, direkt am rechten Ufer einer Schleife des Flusses. Die Wohnbebauung liegt auf einem Sporn der Niederterrasse. Westlich schließen sich Rheinauen an. Südöstlich hat Altlußheim Anteil am Hardtwald. Durch die Gemarkung fließt der Kriegbach, der in den Rhein mündet.

### Nachbargemeinden
Westlich der Gemeinde auf der gegenüberliegenden Rheinseite liegt die rheinland-pfälzische Stadt Speyer, mit der Altlußheim durch die Salierbrücke im Verlauf der Bundesstraße 39 auf eigener Gemarkung verbunden ist. Im Nordosten befindet sich Hockenheim. Weniger als einen Kilometer östlich des Stadtgebietes schließt sich die Gemeinde Neulußheim an, die halbkreisförmig von Altlußheimer Gemarkung umschlossen wird. Im Osten liegt Reilingen und im Süden Oberhausen-Rheinhausen.

### Gemeindegliederung
Zur Gemeinde Altlußheim gehören außerhalb der Kernbebauung Gehöft und Haus Lußhof sowie die Häuser An der St. Leonerstraße, An der Waghäuselerstraße, Gemeindewald und Rheintalbahn.

## Geschichte

### Bis zum 18. Jahrhundert
Im Verlauf der Jahrhunderte sind zahlreiche Bezeichnungen für das Dorf bekannt. So ist von Lossa, Locze, Loszem, Lossem, Lozsheim, Lohsheim, Lussem, Luzheim und später Lußheim zu lesen.
Lußheim war ursprünglich eine vorgeschichtliche Fischersiedlung an der Römerstraße. Die Bewohner lebten vom Fischfang aus den Gewässern der vielen Rheinschlingen. Im Dorf selbst, an der höchsten Stelle, stand damals ein heidnischer Tempel. Es fanden sich über 100 Brandgräber, die von der vespasianischen Zeit bis zum Ende des 2. oder an den
Anfang des 3. Jahrhunderts n. Chr. datiert werden. Später wurde an dessen Stelle eine Kirche gebaut.

#### Altlußheimer Fürstengrab

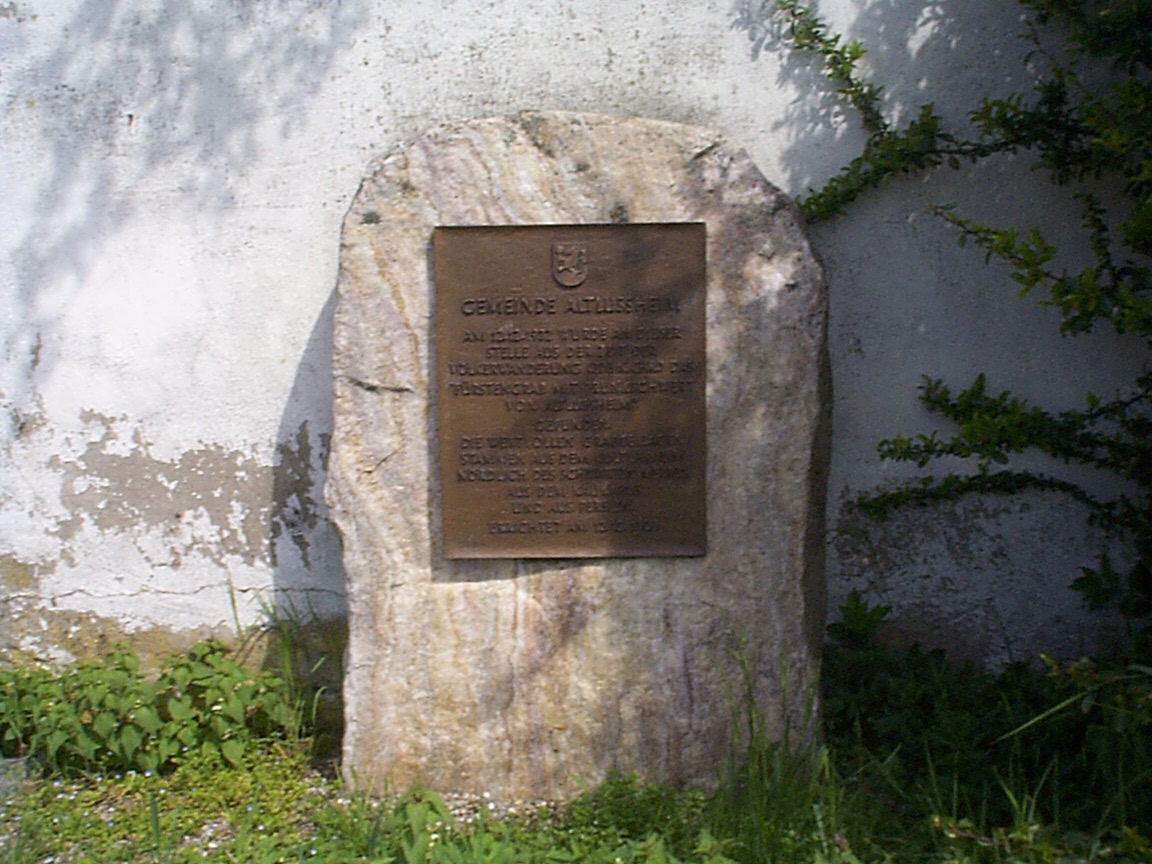
Inschrifttafel am Fundort

1932 wurde am westlichen Ortsrand im Gewann Zwerchgraben bei Kiesarbeiten des Arbeitsdienstes die Grabstätte eines germanischen oder alemannischen "Fürsten" entdeckt, das in die Völkerwanderungszeit um 420 bis 450 datiert wird. Gefunden wurden neben den sterblichen Überresten eines Mannes und einer Frau mehrere Grabbeigaben. Der bedeutendste Fund war ein zweischneidiges eisernes Langschwert, das heute im Badischen Landesmuseum in Karlsruhe aufbewahrt wird. Der Griff des Schwertes hat ein vergoldetes und mit geschliffenen Almandinen besetztes Querstück. Die Form des Schwertes verweist auf eine südrussische Herkunft. Es ist vermutlich mit den Hunnenzügen ins heutige Nordbaden gelangt. 1982 wurde am Fundort ein Gedenkstein mit Bronzetafel errichtet.

#### Völkerwanderungszeit und Mittelalter

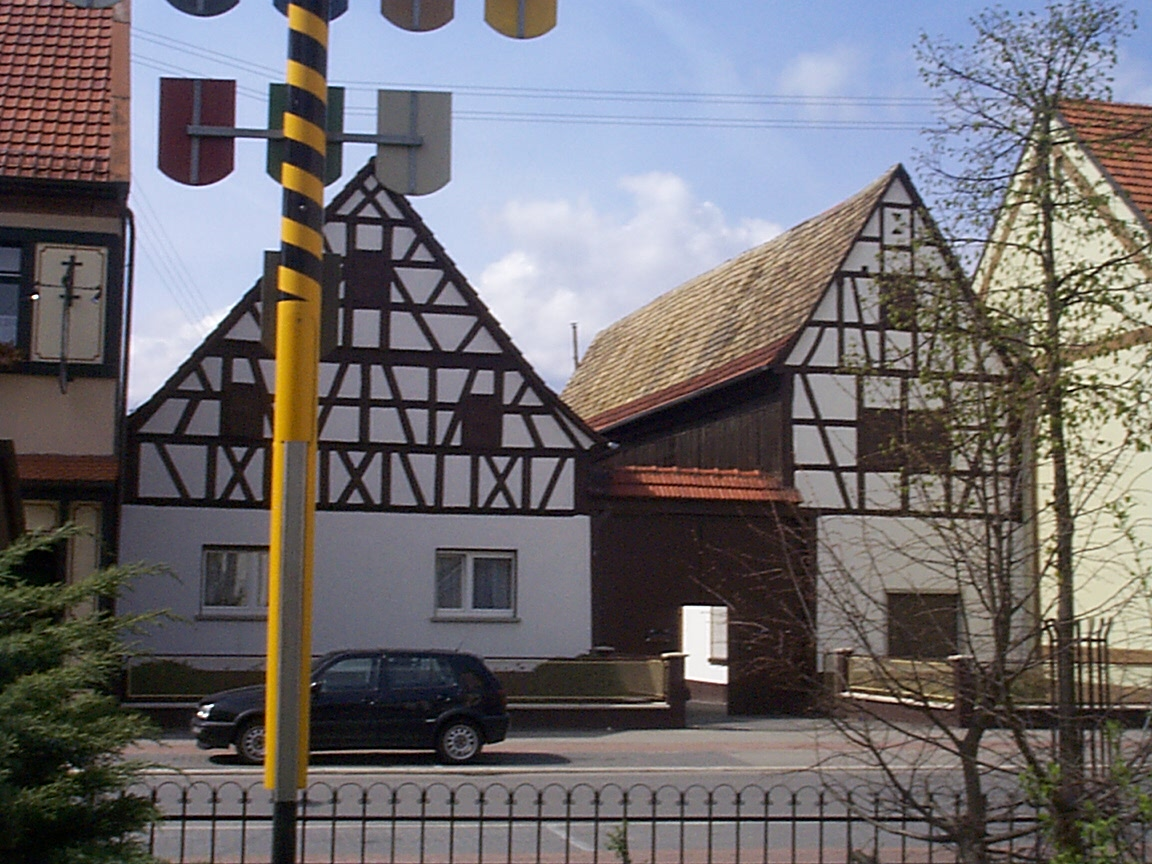
Fränkisches Gehöft

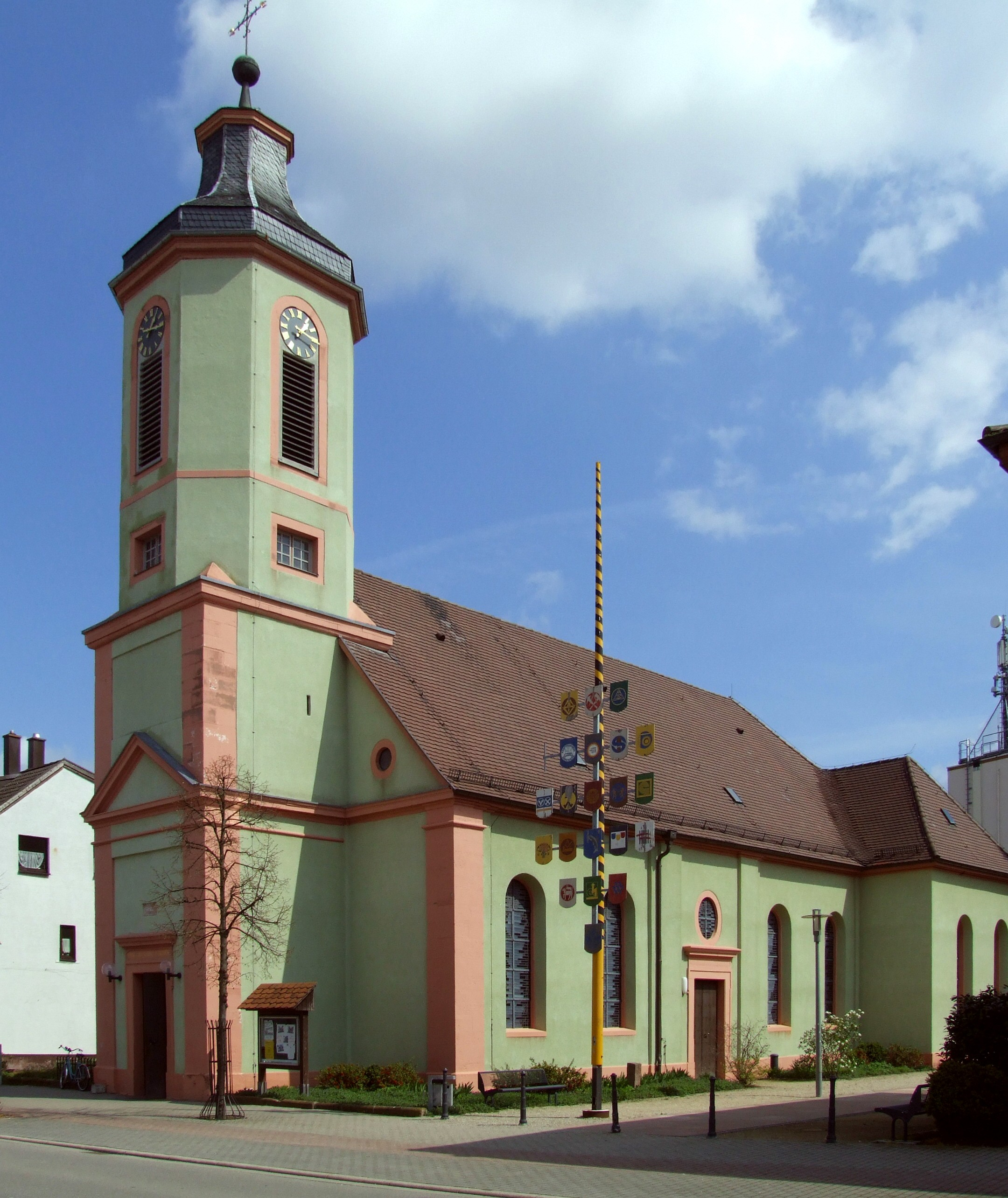
Evangelische Kirche Altlußheim

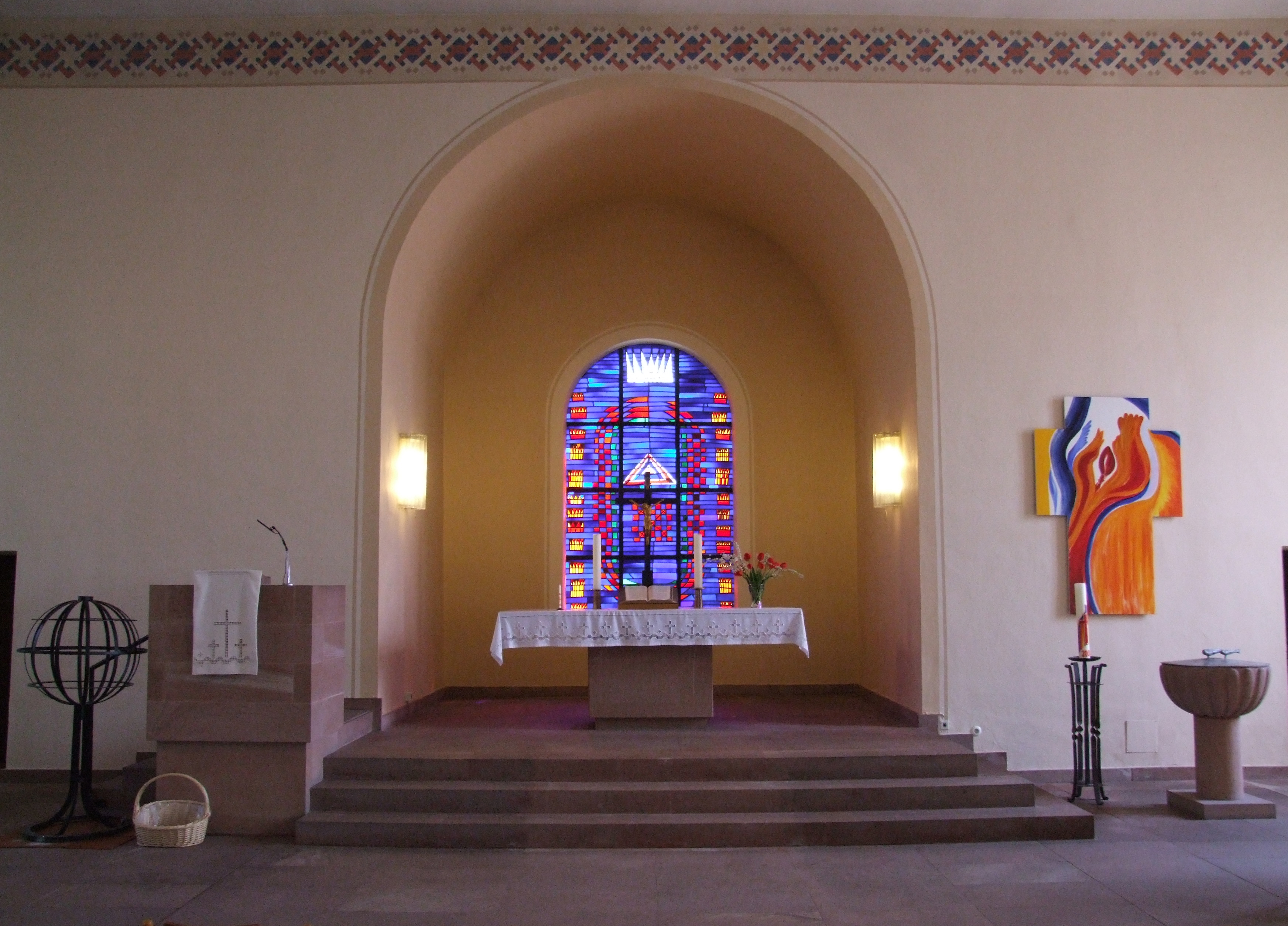
Altarraum, Evangelische Kirche Altlußheim

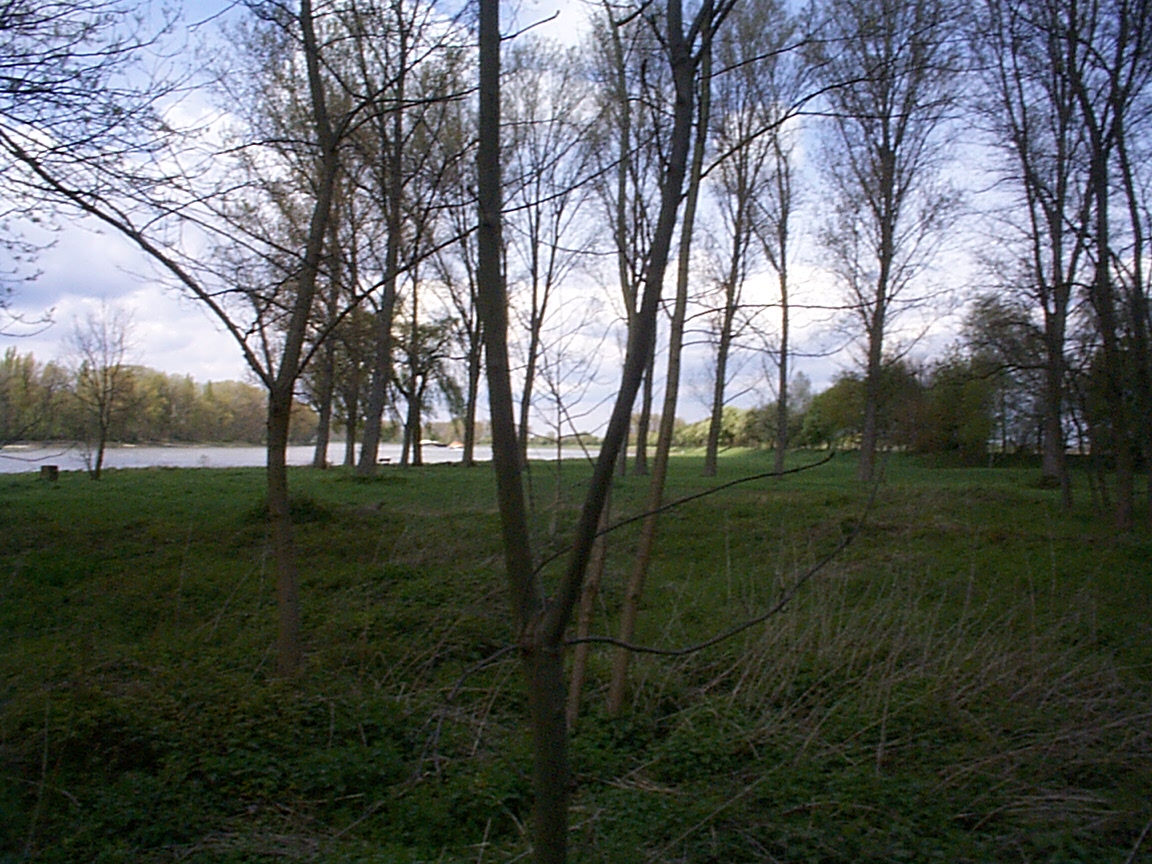
Der Rhein bei Altlußheim

Im Jahre 496/97 griffen die Franken die im hiesigen Raum herrschenden Alemannen an und drängten sie bis zur Murg zurück. Lußheim ist unzweifelhaft auf eine fränkische Niederlassung zurückzuführen. Die Namensendung -heim ist hierzu ebenso ein Hinweis wie die auch heute noch im Ort vorhandenen rein fränkische Gehöfte wie z. B. das Anwesen Rheinhäuser Straße 8 und das Anwesen Hauptstraße 74. Auch die gefundenen Reihengräber sprechen ebenfalls für den rheinfränkischen Ursprung. Räumlich gesehen liegt Altlußheim mitten in Rheinfranken, einem Teilgebiet der mittelalterlichen Großregion Franken. Staatsrechtlich gehörte das damalige Loszem zum Herzogtum Rheinfranken. Die urkundliche Ersterwähnung Lußheims im Jahre 946 erfolgte als Luzheim in einer Urkunde, in der der Ort vom rheinfränkischen Herzog Konrad an Bischof Reginald I. von Speyer geschenkt wurde. Bischof Günther schenkte Lußheim 1148 dem neugegründeten Zisterzienserkloster Maulbronn. Das Kloster Maulbronn übte alle Rechte über Schultheiß, Bürger und Leibeigene aus und erhielt aus Pfarreinkünften und Ortserträgnissen den großen Zehnten. Die Schirmherrschaft über den Ort beanspruchte 1156 Kaiser Barbarossa, die vermutlich während des Interregnums wieder an das Hochstift Speyer überging.
Im 14. Jahrhundert kam das Kloster unter pfälzische Hoheit. Durch große Gegensätze, die zwischen Pfalzgraf Friedrich und Herzog Ulrich von Württemberg bestanden, mussten die Bewohner von Lußheim sehr leiden. Als es zum offenen Krieg beider Fürsten kam, wurde das Dorf völlig zerstört. Lußheim war den jahrelangen Reibereien zwischen den Schutzherren und den Bischöfen von Speyer ausgesetzt. Erst nach dem Jahre 1504 traten wieder normale Zeiten in der Gegend ein, als der Herzog von Württemberg die Pfälzer vernichtend geschlagen hatte. Das Kloster Maulbronn fiel an Württemberg, das die Ortsrechte in Lußheim in der Folge übernahm.

#### Frühe Neuzeit
Im Dreißigjährigen Krieg und im Pfälzischen Erbfolgekrieg 1689 wurde Lußheim zerstört. 1692 zählte das Dorf noch 18 Bürger, 13 Witwen, 28 Waisen. Zwei Drittel der Einwohner und der Schultheiß Johann Konrad Zeitern wurden von feindlichen Soldaten ermordet. Kirche, Pfarrhaus, Rathaus und die meisten Häuser und Scheunen waren verbrannt.
In dieser Zeit war ein großer Teil der Bevölkerung noch Leibeigene des Klosters Maulbronn. Dieser Zustand dauerte bis in die Mitte des 18. Jahrhunderts an. Zur Zeit des Wiederaufbaus des Westteils des Speyerer Doms 1774 musste die Ziegelei Altlußheim 200.000 Backsteine graben, brennen und liefern.
Schon in früher Zeit wurde auf der Altlußheimer Flur Tabak angebaut. Auch begann man in diesen Jahren mit der Rodung der dichtbewaldeten Gemarkung, auf deren Fläche auch Neulußheim entstanden ist. Die Größe der vorhandenen Huben wurde verkleinert, nachdem diese im Jahre 1550 güterrechtlich eingetragen wurden.

### 19. Jahrhundert
Als von 1804 bis 1822 der Rheindamm bis Speyer gebaut und die Grün-Entwässerung durchgeführt wurde, konnte viel Land der landwirtschaftlichen Nutzung zugeführt werden und es entstanden hier viele große Bauernhöfe. Auf dem Rheindamm wurde gleichzeitig die neue Landstraße Heilbronn–Speyer angelegt. Mit dem Aufleben der Industrie entwickelte sich auch hier der Arbeiterstand und brachte für manche Familien bessere Lebensbedingungen. Auch das Handwerk fand allmählich festen Boden.
Im Jahre 1803, nachdem die Gemarkung Neulußheim abgetrennt war, hatte die Gemarkung Altlußheim eine Größe von 2133 Morgen; 903 Morgen Acker (etwa drei Viertel der landwirtschaftlichen Nutzfläche, ein Viertel waren Wiesen), Gemeindewald 205 Morgen, Rheinwald 100 Morgen und 925 Morgen privater Hubwald. Durch den Tausch- und Epurationsvertrag von 1806 wurden Alt- und Neulußheim dem Großherzogtum Baden zugesprochen. 1821 wurde die Siedlung Neulußheim selbständig. Um Verwechslungen zu vermeiden, benannte sich der alte Ort Lußheim in Altlußheim um.

### 20. Jahrhundert
Politisch waren vor dem Ersten Weltkrieg die Nationalliberalen am stärksten, ehe sie 1903 von den Sozialdemokraten überflügelt wurden. Während der Weimarer Republik hatten die linken Parteien bis 1930 regelmäßig eine Zweidrittelmehrheit. 1933 erhielt die NSDAP 43,8 Prozent der Stimmen. Nachdem die Gemeinde bis dahin dem Amt Schwetzingen angehört hatte, wurde sie 1924 dem Amtsbezirk Mannheim, dem späteren Landkreis Mannheim, angegliedert.
Die ursprüngliche Fischersiedlung Lußheim war mit ihrem Fährbetrieb über den Rhein bedeutsam und hatte auch das Recht, den Fährmann, seinerzeit Fergenmeister genannt, für Lußheim und auch Ketsch zu stellen. Der Rheinübergang bzw. dieser Fährbetrieb hatte in jener Zeit eine nicht zu unterschätzende wirtschaftliche Bedeutung für die Menschen in Altlußheim. Im Jahre 1840 war eine Schiffsbrücke errichtet worden, die 1938 einer festen Eisenbahn- und Straßenbrücke Platz machte. Am Ende des Zweiten Weltkriegs wurde die Brücke von sich zurückziehenden deutschen Truppen gesprengt. 1955 entstand dann an gleicher Stelle die heutige Salierbrücke als reine Straßenbrücke nach Speyer und in den 1970er Jahren nördlich der Domstadt eine Pylonenbrücke für die Bundesautobahn 61. Nach dem Zweiten Weltkrieg wurde für die Vertriebenen die Donauschwabensiedlung erschlossen. Später kamen unter anderem die Neubaugebiete Kirchfeldflur, Altreut 2 und 3 dazu.
Im Zuge der baden-württembergischen Kreisreform wurden 1973 der Landkreis Mannheim aufgelöst und die Gemeinde Altlußheim dem neugebildeten Rhein-Neckar-Kreis angegliedert.

### Einwohnerentwicklung
| Jahr      | 1598 | 1777 | 1834 | 1875 | 1905 | 1939 | 1961 | 1967 | 1970 | 1991 | 1995 | 2000 | 2005 | 2010 | 2015 | 2020 |
| --------- | ---- | ---- | ---- | ---- | ---- | ---- | ---- | ---- | ---- | ---- | ---- | ---- | ---- | ---- | ---- | ---- |
| Einwohner | 390  | 492  | 868  | 1340 | 2079 | 2611 | 4151 | 4641 | 4764 | 5297 | 5346 | 5092 | 5317 | 5239 | 5708 | 6202 |

## Religionen
Seit dem Westfälischen Frieden waren die Einwohner fast ausschließlich evangelisch. Noch 1925 lag der Anteil bei 96,4 Prozent. Nach dem Zweiten Weltkrieg stieg die Anzahl der Katholiken durch die Aufnahme von Vertriebenen auf rund 30 Prozent im Jahr 1967.
In Altlußheim befindet sich mit dem Wat Sibounheuang ein buddhistisches Kloster. Dieses ist das einzige buddhistische Kloster in Deutschland, das von laotischen Einwanderern geführt wird und damit das einzige, das den Theravada-Buddhismus in seiner laotischen Ausprägung vertritt.

## Politik

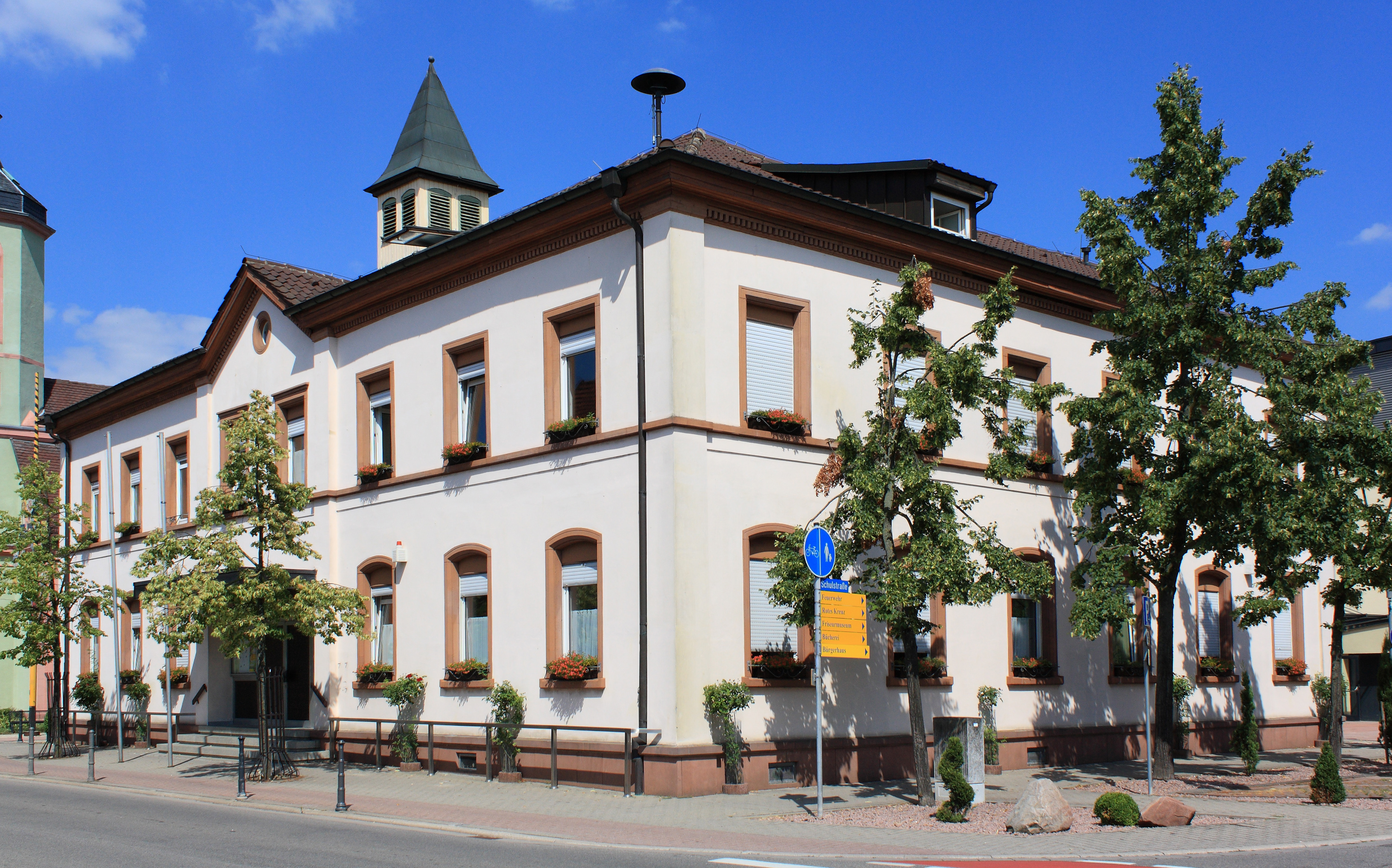
Das Rathaus in Altlußheim

### Verwaltungsgemeinschaft
Die Gemeinde ist Mitglied der Vereinbarten Verwaltungsgemeinschaft der Stadt Hockenheim.

### Gemeinderat
Der Gemeinderat in Altlußheim hat 18 Mitglieder, die Aufstockung von 14 ausgehend wurde 2022 mit Wirkung ab der Kommunalwahl 2024 beschlossen. Der Gemeinderat besteht aus den gewählten ehrenamtlichen Gemeinderäten und dem Bürgermeister als Vorsitzendem. Der Bürgermeister ist im Gemeinderat stimmberechtigt.
Die Kommunalwahl 2024 führte zu folgendem Ergebnis (in Klammern: Unterschied zu 2019):
| Gemeinderat 2024                |               |        |
| Partei                          | Stimmen       | Sitze  |
| Grüne                           | 22,6 % (−7,0) | 4 (±0) |
| FWV                             | 36,3 % (+8,0) | 4 (+2) |
| CDU                             | 25,9 % (+1,5) | 3 (+2) |
| SPD                             | 15,2 % (−2,5) | 3 (±0) |
| Wahlbeteiligung: 65,35 % (+4,8) |               |        |

### Bürgermeister
Der Bürgermeister wird alle acht Jahre direkt gewählt. Am 7. Januar 2018 wurde Uwe Grempels (SPD) zum Bürgermeister von Altlußheim gewählt. Er übernahm das Amt am 16. März 2018 von Hartmut Beck, der das Amt 16 Jahre innehatte und die Wahl im Januar gegen Grempels verloren hatte.

### Wappen
Die Blasonierung des Wappens lautet: In Schwarz aus grünem Dreiberg wachsend ein rot bewehrter und rot bezungter goldener Löwe mit einem goldenen Krummstab (Krümme nach links) in den Vorderpranken.
Das Wappen beruht auf einen Irrtum, denn Altlußheim gehörte nie zur Kurpfalz, die durch den Löwen symbolisiert wird. Ab 1513 ist ein Siegel nachweisbar, das einen Maultierrumpf zeigt. Damit spielte es auf die Zugehörigkeit zum Kloster Maulbronn und damit ab 1557 zum Herzogtum Württemberg an. Der Irrtum wurde begünstigt durch einen qualitativ schlechten Farbstempel, den die Gemeinde im 19. Jahrhundert benutzte. Daher nahm Altlußheim im Jahr 1900 auf Empfehlung des Generallandesarchivs das heutige Wappen an.
Die Flagge ist Gelb-Schwarz und wurde vom Innenministerium am 16. Mai 1959 verliehen.

### Partnerschaften
Altlußheim pflegt seit 1990 partnerschaftliche Beziehungen zu Gersdorf in Sachsen.

## Kultur und Sehenswürdigkeiten

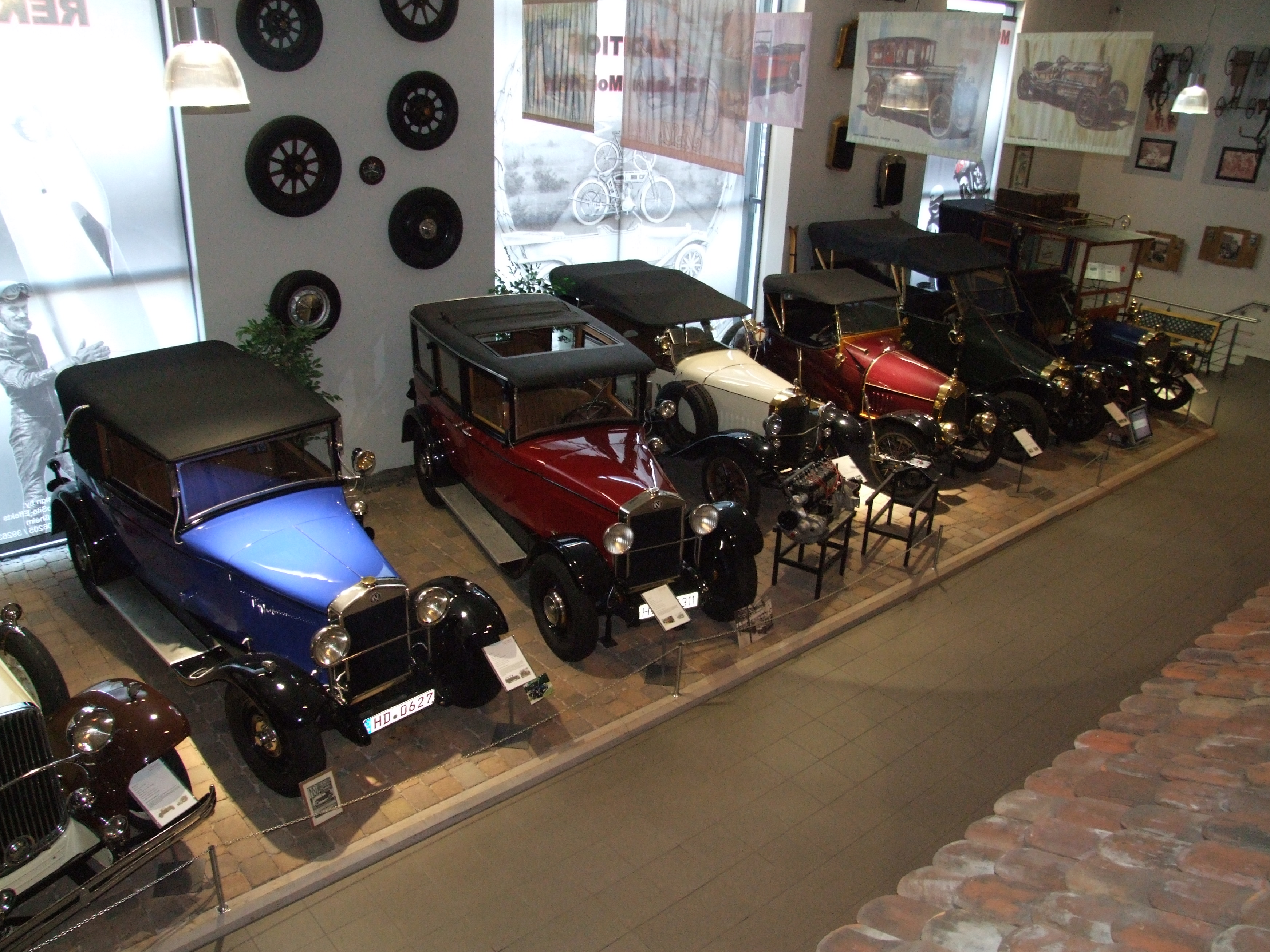
NSU-Oldtimer im Museum Autovision

### Museen
In Altlußheim liegt das Museum Autovision, in dem eine beträchtliche Sammlung von Autos, Motorrädern und Fahrrädern der Firma NSU, eine ständige Ausstellung zum Thema „Wankelmotor“, Ausstellungsstücke zum Thema Alternative Antriebe und eine Reihe von Experimenten gezeigt werden.
Ein weiteres Museum ist Schnuteputzers Friseurmuseum des Friseurmeisters Willi Dörr. Gezeigt werden seltene und wertvolle Sammlerstücke von Dauerwellapparaten bis zu kompletten Saloneinrichtungen des 20. Jahrhunderts.

### Musik
Seit 1927 besteht der Musikverein Altlußheim. Das Blasmusikorchester umfasst mehr als 30 Musiker. In der Kinder- und Jugendabteilung sind mehr als 15 Jugendliche in Ausbildung. Seit 1997 ist in Altlußheim außerdem eine Guggemusikgruppe aktiv. Auftritte hatte die Gruppe sowohl in Deutschland als auch im benachbarten Ausland. Im Oktober 2001 traten die Rhoigeischda in den Vereinigten Staaten auf.

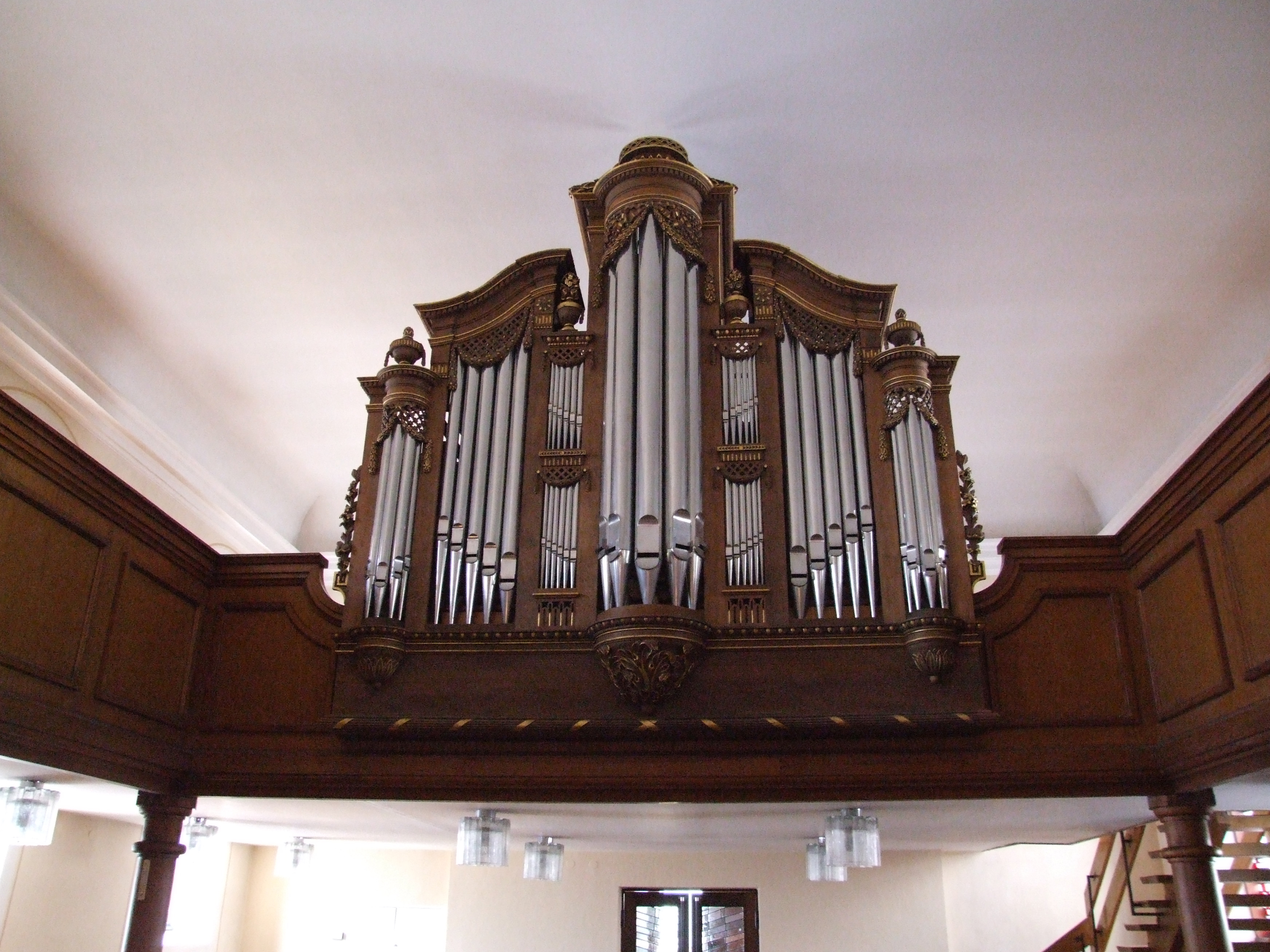
Orgel der Evangelischen Kirche

### Bauwerke
Die evangelische St.-Nikolaus-Kirche wurde im 18. Jahrhundert errichtet und 1829 nach den Plänen von Jakob Friedrich Dyckerhoff erweitert. Der Turm mit dem Haupteingang befindet sich im Westen. Der zweigeschossige Unterbau ist quadratisch, darüber schließt sich die achtseitige Glockenstube an. Das Langhaus führt zum querschiffartigen Chor im Osten. Bei der Renovierung 1963 erhielt das Langhaus auf drei Seiten eine Empore. Das Gehäuse der Orgel stammt von 1805. Das aus Sandstein gefertigte muschelförmige Becken des Taufsteins ist aus dem 18. Jahrhundert.

### Freizeit
Im Süden der Gemeinde befindet sich die Freizeitanlage des Blausees. Der Badesee mit Sandstrand wird im Sommer von bis zu 10.000 Menschen am Tag besucht.
Der Vogelpark wurde 1972 eröffnet. Die Gartenanlage wird auch für Kunstausstellungen und Konzerte genutzt. In direkter Nachbarschaft zum Vogelpark findet sich ein großzügig angelegter Abenteuerspielplatz.

### Veranstaltungen
Der Fastnachtsumzug von Altlußheim findet jeweils am Rosenmontag statt.
Seit 2004 findet einmal im Jahr das „Kulturfestival“, veranstaltet vom Kultur-Forum Altlußheim, statt. Das Kultur-Forum bietet in diesem Rahmen einmal im Jahr Generationen- und Interessenübergreifende Veranstaltungen verschiedener kultureller Bereiche an, von Kabarett bis Rockmusik.
2007 wurde ihnen eine Auszeichnung, aufgrund von „besonderem ehrenamtlichen Engagement“ im Rahmen des 18. Wettbewerbs kommunaler Bürgeraktionen verliehen. Der damalige Ministerpräsident Günther Oettinger und Innenminister Heribert Rech übergaben eine Urkunde und eine Medaille im Bruchsaler Schloss an das Kultur-Forum.

## Wirtschaft und Infrastruktur

### Verkehr
Altlußheim liegt verkehrsgünstig an der Bundesstraße 39. Im Norden verläuft die A 61, im Osten die A 6.
Es bestehen Busverbindungen nach Heidelberg, Speyer, Walldorf, Waghäusel und Oberhausen-Rheinhausen. Kurz vor der Rheinbrücke steht der alte Bahnhof Lußhof, ehemals an der Bahnstrecke Heidelberg–Speyer gelegen. Altlußheim gehört zum Tarifgebiet des Verkehrsverbunds Rhein-Neckar.
Durch das westliche Gemeindegebiet verläuft die rechtsrheinische Variante des Rheinradwegs, der von der Quelle des Rheins am Oberalppass im Schweizer Kanton Graubünden bis zur Mündung bei Rotterdam führt. Der Radfernweg ist Bestandteil der Eurovelo-Route 15 (Rheinradweg).
Durch den Ort verläuft der Odenwald-Madonnen-RadWeg. Er führt ab Tauberbischofsheim durch den Odenwald bei Hardheim, Walldürn und Buchen, das Neckartal bei Mosbach, Eberbach und Heidelberg bis in die Rheinebene über Walldorf, Reilingen, Neulußheim und Altlußheim nach Speyer.

### Medien
Die Schwetzinger Zeitung berichtet in ihrem Lokalteil über das Altlußheimer Gemeindeleben. Die Zeitung ist ein Kopfblatt des Mannheimer Morgen und erscheint in der Region auch unter dem Titel Hockenheimer Tageszeitung. Außerdem erscheint einmal pro Woche das Amtsblatt Lussheimer Nachrichten, das über Aktuelles, Veranstaltungstipps und Verbraucherinformationen für Altlußheim und Neulußheim berichtet.

### Bildung
Die Albert-Schweitzer-Schule ist eine Grundschule, die 2008 ihr 100-jähriges Bestehen feierte. Seit November 2009 ergänzt die Markus-Schule (Realschule), eine freie christliche Schule, die Altlußheimer Bildungslandschaft. Seit 2014 kann auf der Markus Realschule auch das Abitur gemacht werden.

### Feuerwehr
Am 20. Mai 1902 wurde die Freiwillige Feuerwehr Altlußheim, aufgrund einer Gemeinderatsforderung, gegründet. Sie wurde in zwei Züge unterteilt, in denen sich im Gesamten 70 Mitglieder befanden. Heute benutzt die Feuerwehr Altlußheim fünf Fahrzeuge (Mannschaftstransportfahrzeug MTF, Löschgruppenfahrzeug LF 16/12, Löschgruppenfahrzeug LF 20/16, Gerätewagen Transport GW-T und Rüstwagen RW1) sowie ein Mehrzweckboot MZB.
Regional bekannt ist das traditionelle jährlich stattfindende Jugendfeuerwehrzeltlager am Rhein mit mehreren hundert Teilnehmern. Zu diesem Zeltlager kommen Jugendfeuerwehren aus dem Rhein-Neckar-Kreis, Kreis Karlsruhe und dem Kreis Tuttlingen.

## Persönlichkeiten
- Emil Frommel (1828–1896), Garnisonsprediger und Volksschriftsteller
- Bernhard Gehweiler (1879–1932), Bürgermeister von Altlußheim und Abgeordneter des Landtages der Republik Baden
- Heinz Hoppe (1924–1993), Kammersänger
- Matthias Steffan (* 1976), Politiker
- Elisabeth Seitz (* 1993), Turnerin und Olympiateilnehmerin